# Marco (hijo de Basilisco)
Marco (m. 477) era hijo de Basilisco, emperador del Imperio Romano de Oriente. Llegó al poder tras ser nombrado por su padre primero césar y, posteriormente, augusto en el 477 hasta su muerte, ese mismo año.

## El Imperio Romano de Oriente en época de Marco
En el 395, la unidad del Imperio romano termina, dando lugar al Imperio romano de Oriente o, simplemente, Bizancio. El reparto del Mediterráneo, que ya se venía anunciando desde la crisis del siglo III, se había consumado. Sin embargo, había surgido como un intento de continuación oriental del Imperio romano aunque a lo largo de los siglos se entró en un largo proceso de transformación cultural diferente a la occidental.
Durante los últimos coletazos del Imperio, se produjeron importantes avances de los nuevos reinos bárbaros, durante la época de Teodorico II y su hermano Eurico. Y tras la caída del Imperio romano de Occidente en el 476, la presencia de los pueblos bárbaros amenazaban constantemente al Imperio de Oriente, cuya historia temprana está repleta de enfrentamientos. Hasta el 490, importan más los nombres de los grandes jefes militares que no los de emperadores. Así, entre aquellos destacan en Occidente Ricimero (medio suevo y medio visigodo), que dominó el poder entre el 456 y el 472, y Odoacro, que lo ejercía entre el 475 y el 489.

## Nombramiento decésaryaugusto
Los nuevos emperadores pudieron contar, no obstante, con el apoyo de emperadores de oriente, entre los que destaca Zenón, emperador romano de Oriente desde el 474 hasta su muerte, quien tuvo que hacer frente a varias revueltas. En su figura se confió la reunificación del poder imperial cuando tuvo lugar la caída del Imperio romano de Occidente. Debido a su origen bárbaro, vivió una revuelta encabezada por Verina, esposa de León I, a favor de su hermano Basilisco, lo que lo obligó a huir de la capital y trasladarse a Antioquía.
Basilisco, ahora emperador del Imperio romano de Oriente, tuvo un corto periodo de reinado mientras Zenón recuperaba fuerzas y formaba ejércitos en su exilio.
Tras la huida de Zenón, Basilisco convenció al Senado para que lo aclamaran como emperador y, tras esto, hizo coronar a su hijo Marco como césar. Posteriormente lo elevó a la categoría de augusto y se convirtió en coemperador junto con su padre.

## Muerte
Basilisco y Marco perdieron rápidamente el apoyo en Constantinopla debido a una combinación de sucesos. En primer lugar, tuvieron que hacer frente a la escasez de recursos, por lo que se vieron obligados a imponer unos duros tributos a la población. Además, se pusieron en contra de aquellos que habían propiciado su ascenso al trono, en concreto a Verina, tras ejecutar a Patricio, el magister officiorum, que resultaba ser su amante y el que debía heredar el trono arrebatado a Zenón. Por otra parte, su reinado coincidió con los problemas religiosos entre monofisitas y ortodoxos.

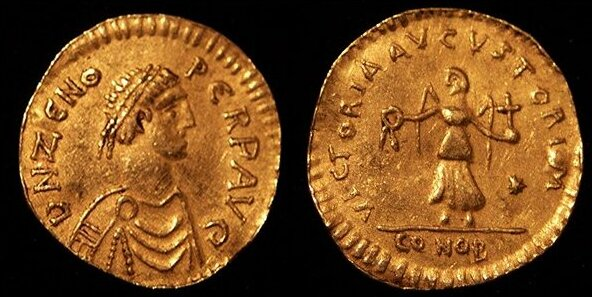
Solidus de Marco con su padre

Cuando Basilisco se percató del peligro inminente, de su pérdida de apoyos y de la ganancia de Zenón, se apresuró a reconciliarse con el patriarca. Sin embargo, ya era demasiado tarde. En el 476, Zenón el exiliado puso cerco a Constantinopla y el Senado le abrió las puertas de la ciudad, permitiendo al emperador depuesto recuperar el trono. Basilisco y Marco se refugiaron en el santuario de una iglesia, pero fueron traicionados. De esta forma, los coemperadores se rindieron tras haber conseguido la promesa de que no habría derramamiento de sangre por parte de Zenón. Finalmente, Zenón no cumplió con su palabra. La familia de Marco al completo fue enviada a una fortaleza en Capadocia, donde se la encerró en una cisterna vacía hasta su muerte en el 477.

## Consecuencias del reinado compartido
La contienda entre Basiliscus y Zenón provocó que el Imperio Romano de Oriente no interviniera en la caída del Imperio Romano de Occidente a principios del 476 d. C., cuando Odoacro, depuso al Emperador de Occidente Flavio Rómulo Augusto.